# Ткачук Марина Леонідівна
Ткачук Марина Леонідівна (нар. 21 вересня 1964, м. Чернівці),  — український історик філософії, доктор філософських наук, декан факультету гуманітарних наук і професор кафедри філософії та релігієзнавства Національного університету «Києво-Могилянська академія». Відмінник освіти України. Заслужений діяч науки і техніки України.

## Біографічні дані
- 1981 — закінчила із золотою медаллю середню школу № 78 м. Києва.

- 1981–1986 — навчалась на відділенні філософії філософського факультету Київського державного університету ім. Т. Г. Шевченка (нині — Київський національний університет імені Тараса Шевченка). У 1986 отримала диплом філософа, викладача філософських дисциплін (із відзнакою).

- 1986–1989 — навчалась в аспірантурі Київського державного університету ім. Т. Г. Шевченка за спеціальністю «Історія філософії» (науковий керівник — доктор філософських наук, професор Юрій В'ячеславович Кушаков).

- 1990 — захистила в Інституті філософії АН УРСР (нині — Інститут філософії ім. Г. С. Сковороди НАН України) дисертацію на здобуття наукового ступеня кандидата філософських наук «А. Н. Гиляров как историк философии».

- 1998–2001 — перебувала в докторантурі Національного університету «Києво-Могилянська академія» за спеціальністю «Історія філософії» (науковий консультант — доктор філософських наук, професор Вілен Сергійович Горський).

- 2001 — захистила у спеціалізованій раді Інституту філософії ім. Г. С. Сковороди НАН України дисертацію на здобуття наукового ступеня доктора філософських наук «Київська академічна філософія ХІХ — початку ХХ ст. і становлення історико-філософської науки в Україні».

- 2003 — отримала вчене звання професора кафедри філософії та релігієзнавства.

## Науково-педагогічна діяльність
- 1986 — асистент кафедри філософії гуманітарних факультетів Київського державного університету ім. Т. Г. Шевченка.

- 1989–1994 — асистент кафедри історії філософії та логіки Київського державного університету ім. Т. Г. Шевченка.

- 1994–1996 — старший викладач кафедри філософії та релігієзнавства Національного університету «Києво-Могилянська академія».

- 1996–2002 — доцент кафедри філософії та релігієзнавства Національного університету «Києво-Могилянська академія».

- 2002 — дотепер — професор кафедри філософії та релігієзнавства Національного університету «Києво-Могилянська академія».

- 2007–2015 — завідувач кафедри філософії та релігієзнавства Національного університету «Києво-Могилянська академія».

- 2012 — дотепер — декан факультету гуманітарних наук Національного університету «Києво-Могилянська академія».

## Науково-організаційна діяльність
- член Правління Українського філософського фонду;

- член секції «Філософія, історія та політологія» Науково-методичної ради МОН України (2008–2015);

- член спеціалізованої вченої ради Д 26.161.02 в Інституті філософії ім. Г. Сковороди НАН України;

- голова редколегій фахових збірників «Наукові записки НаУКМА. Філософія та релігієзнавство» і «Магістеріум: Історико-філософські студії»;

- член редколегій фахових наукових журналів «Kyiv-Mohyla Humanities Journal», «Sententiae», «Філософська думка», наукових збірників «Київська Академія», «Дух і Літера», серії наукових видань «Сучасна гуманітарна бібліотека», редакційної ради наукового збірника «Український гуманітарний огляд», наукової ради друкованого органу Товариства філософів слов'янських країн журналу «ΣΟΦΙΑ» (Ряшів, Польща).

## Нагороди та звання
- 2005 ‒ Медаль Св. Петра Могили
- 2007 ‒ Почесна грамота МОН України
- 2015 ‒ Заслужений діяч науки і техніки України
- 2016 ‒ Відзнака Українського філософського фонду за видатні досягнення у розвитку досліджень вітчизняної інтелектуальної традиції
- 2022 - Відмінник освіти України

## Науковий доробок
М. Л. Ткачук належить до кола провідних українських істориків філософії.
Наприкінці 1980-х започаткувала систематичні дослідження з історії вітчизняної академічної філософії ХІХ — початку ХХ ст., вперше залучивши до фахового історико-філософського аналізу значний масив архівних і рукописних джерел з історії філософської науки й освіти в Університеті Св. Володимира та Київській духовній академії.
Є автором численних праць з історії духовно-академічної та університетської філософії в Києві, теорії та методології історико-філософського пізнання.
Ініціатор і керівник численних дослідницьких проектів, присвячених історії філософської науки та освіти на українських теренах.
Протягом останніх років активно вивчає історію і спадщину Київської духовної академії. Упорядник, науковий редактор і провідний автор двотомної енциклопедії «Київська духовна академія в іменах: 1819—1924», що увиразнює перший досвід сучасної наукової реконструкції діяльності та звершень єдиного на українських теренах ХІХ — початку ХХ ст. вищого православного богословського навчального закладу, здійсненого крізь призму вивчення життя і творчості її видатних викладачів та вихованців.

## Праці
Понад 400 наукових публікацій.

### Книги
- Філософія світла і радості: Олексій Гіляров / М. Л. Ткачук. — К.: Укр. центр духовної культури, 1997. — 184 с.
- Київські обрії: історико-філософські нариси / наук. ред. В. Горський, М. Ткачук. - К. : Стилос, 1997. - 360 с.
- Памфіл Юркевич. З рукописної спадщини / Упоряд., пер. укр. і коментарі М. Л. Ткачук. — К. : Вид. дім «КМ Academia»; ТОВ Унів. вид-во «Пульсари», 1999. — 332 с.
- Київська академічна філософія ХІХ — початку ХХ ст.: методологічні проблеми дослідження / М. Л. Ткачук. — К. : ЗАТ «Віпол», 2000. — 248 с.
- Київ в історії філософії України / В. С. Горський, Я. М. Стратій, М. Л. Ткачук, А. Г. Тихолаз. — К. : Вид. дім «КМ Academia»; ТОВ Унів. вид-во «Пульсари», 2000. — 264 с.
- Філософська думка в Україні: Біобібліографічний словник / редактор-упоряд. М. Л. Ткачук. — К.: Унів. вид-во «Пульсари», 2002. — 244 с. [рекомендовано МОН України як навч. посібник].
- Могилянський історико-філософський семінар. — Вип. І : 2003—2005. / відп. редактор і упоряд. М. Л. Ткачук. — К. : Вид. дім «Києво-Могилянська академія», 2006. — 175 с.
- Людина в часі: (філософські аспекти української літератури ХХ–ХХІ ст.) / упоряд. : В. Моренець, М. Ткачук. — К. : Унів. вид-во «Пульсари», 2010. — 275 с.
- Філософська освіта в Україні: історія і сучасність: колективна монографія / за ред. М. Л. Ткачук. — К. : Аграр Медіа Груп, 2011. — 419 с.
- Вілен Горський: дотики, смисли, споглядання: Зб. наук. праць / за ред. М. Л. Ткачук ; упор. М. Л. Ткачук, Л. Д. Архипова. — К. : Аграр Медіа Груп, 2011. — 388 с.
- Київська духовна академія в іменах: 1819—1924 : енциклопедія: в 2 т. / упоряд. і наук. ред. М. Л. Ткачук ; відп. ред. В. С. Брюховецький. — Т. 1 : А–К. — К. : Вид. дім «Києво-Могилянська академія», 2015. — 740 с.
- Київська духовна академія в іменах: 1819—1924 : енциклопедія: в 2 т. / упоряд. і наук. ред. М. Л. Ткачук ; відп. ред. В. С. Брюховецький. — Т. 2 : Л–Я. — К. : Вид. дім «Києво-Могилянська академія», 2016. — 1004 с.
- Біографічний підхід у вивченні історії та спадщини Київської духовної академії: зб. наук. праць / упоряд. і відп. ред. М. Л. Ткачук. ‒ К. : Вид. дім. «Києво-Могилянська академія», 2016. ‒ 232 с.
- Філософська і богословська спадщина Кивської духовної академії (1819‒1924): досвід археографічних і бібліографічних студій / упоряд. і відп. ред. М. Л. Ткачук. ‒ К. : Вид. дім. «Києво-Могилянська академія», 2019. ‒ 152 с.

## Інтернет-ресурси
- Основні публікації на платформі Academia.edu
- Марина Ткачук: «Факультет гуманітарних наук готує не просто фахівців».
- Презентація видавничих проектів НаУКМА, присвячених 400-літній історії КМА (14.10.2015)
- Київська духовна академія: віднайти загублену ланку [Інтерв’ю Марини Ткачук з Романом Гривінським, ч. І // День. – 2017. – 19–20 травня. – № 83–84 (4930–4931). – С. 14–15.
- Київська духовна академія: віднайти загублену ланку [Інтерв’ю Марини Ткачук з Романом Гривінським, ч. ІІ // День. – 2017. – 19–20 травня. – № 83–84 (4930–4931). – С. 14–15.
- Презентація енциклопедії «Київська духовна енциклопедія в іменах: 1819‒1924» в НаУКМА (19.05.2017).
- Розмова з Костянтином Сіговим у студії UKRLIFE.TV (29.04.2017)
- Розмова з Світланою Чукановою про академічну доброчесність (частина 1, 20.02.2018)
- Розмова з Світланою Чукановою про академічну доброчесність (частина 2, 20.02.2018)
- Київська духовна академія: “оплот традиції” чи “твердиня україножерства”? (Інтерв'ю в газеті "Літературна Україна" 30.03.2020)